# Titus Iulius Ustus
Titus Iulius Ustus war ein im 1. Jahrhundert n. Chr. lebender Angehöriger des römischen Ritterstandes (Eques).
Ustus war wahrscheinlich Primus Pilus, bevor er Tribun der Cohors VIIII Praetoria wurde; die Leitung der Kohorte ist durch eine Inschrift aus Rom nachgewiesen, die auf 41/54 datiert wird. Danach war er vermutlich ein zweites Mal Primus Pilus. Durch drei Inschriften, die in der Provinz Thracia gefunden wurden und die auf 61 bzw. 59/63 datiert werden, ist belegt, dass er Statthalter (Procurator) in Thrakien war.
Er ist in einer weiteren Inschrift, die bei Annecy gefunden wurde, aufgeführt. Möglicherweise stammte er aus der Gallia Narbonensis und war ein Verwandter von Titus Iulius Pollio. Die beiden sind möglicherweise in einer weiteren (unvollständig erhaltenen) Inschrift aufgeführt.